# Toseland
Toseland – wieś i civil parish w Anglii, w Cambridgeshire, w dystrykcie Huntingdonshire. W 2001 civil parish liczyła 79 mieszkańców.